# Теплова труба

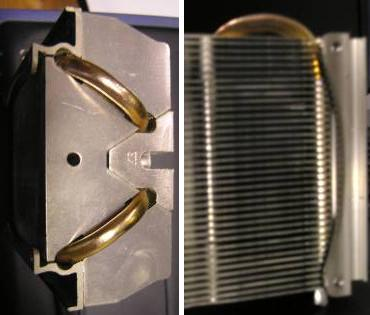
Алюмінієвий радіатор з тепловими трубками

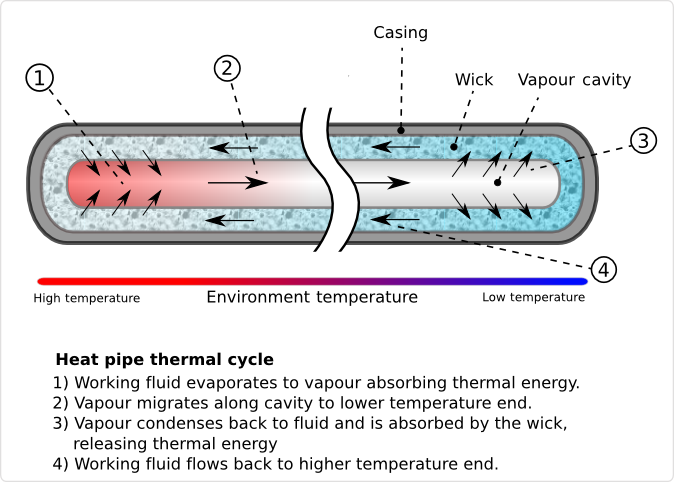
Будова теплової труби, де використано капілярний ефект

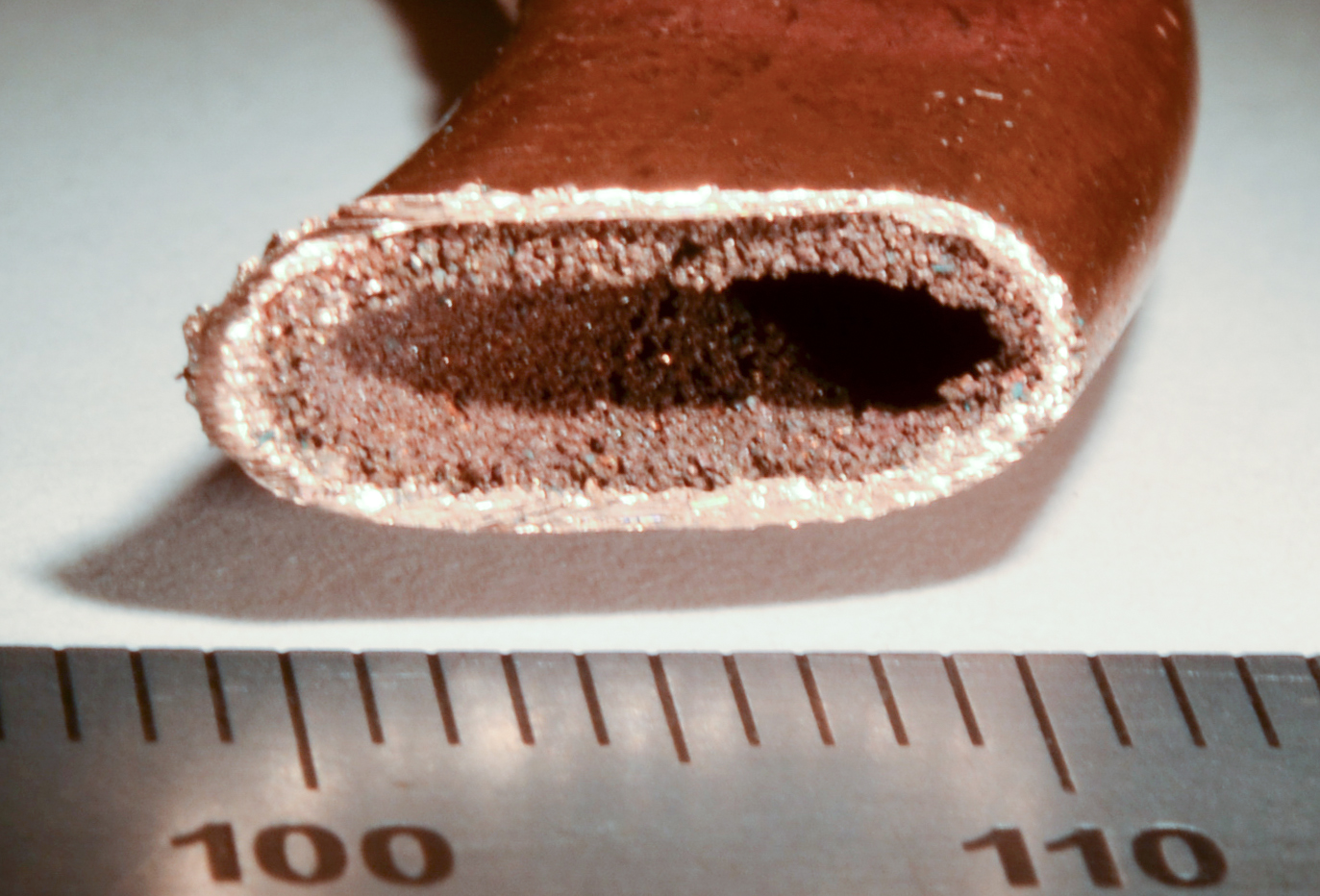
Переріз теплової трубки ноутбука

Теплова́ труба́ (англ. heat pipe) — теплопередавальний пристрій системи охолодження (нагрівання), принцип роботи якого ґрунтується на тому, що в закритих трубках з теплопровідного металу (наприклад, міді) знаходиться рідкий теплоносій. У частині теплової труби (у зоні нагріву, або випаровування), що зазнає теплового впливу, рідкий теплоносій випаровується з поглинанням теплоти, а в охолоджуваній частині теплової труби (у зоні охолоджування, або конденсації) пара, що перетікає із зони випаровування, конденсується з виділенням тепла, звідки переміщується назад до гарячого кінця.

## Конструктивні особливості
Теплові труби бувають двох видів: гладкостінні і з пористим покриттям зсередини. У гладкостінних трубках сконденсована рідина повертається в зону випаровування під дією виключно сили тяжіння — іншими словами, така трубка буде працювати лише в положенні, коли зона конденсації знаходиться вище від зони випаровування, а рідина має можливість стікати в зону випаровування. Теплові трубки з наповнювачем (ґнотом, керамікою тощо) можуть працювати практично в будь-якому положенні, оскільки рідина повертається в зону випаровування його порами під дією капілярних сил, а сила тяжіння у цьому процесі відіграє незначну роль.
Матеріали та холодоагенти для теплових трубок обираються залежно від умов застосування: від рідкого гелію для наднизьких температур до ртуті і навіть індію для високотемпературних застосувань. Однак більшість сучасних теплових труб як робочу рідину використовують аміак, воду, метанол та етанол.

## Застосування

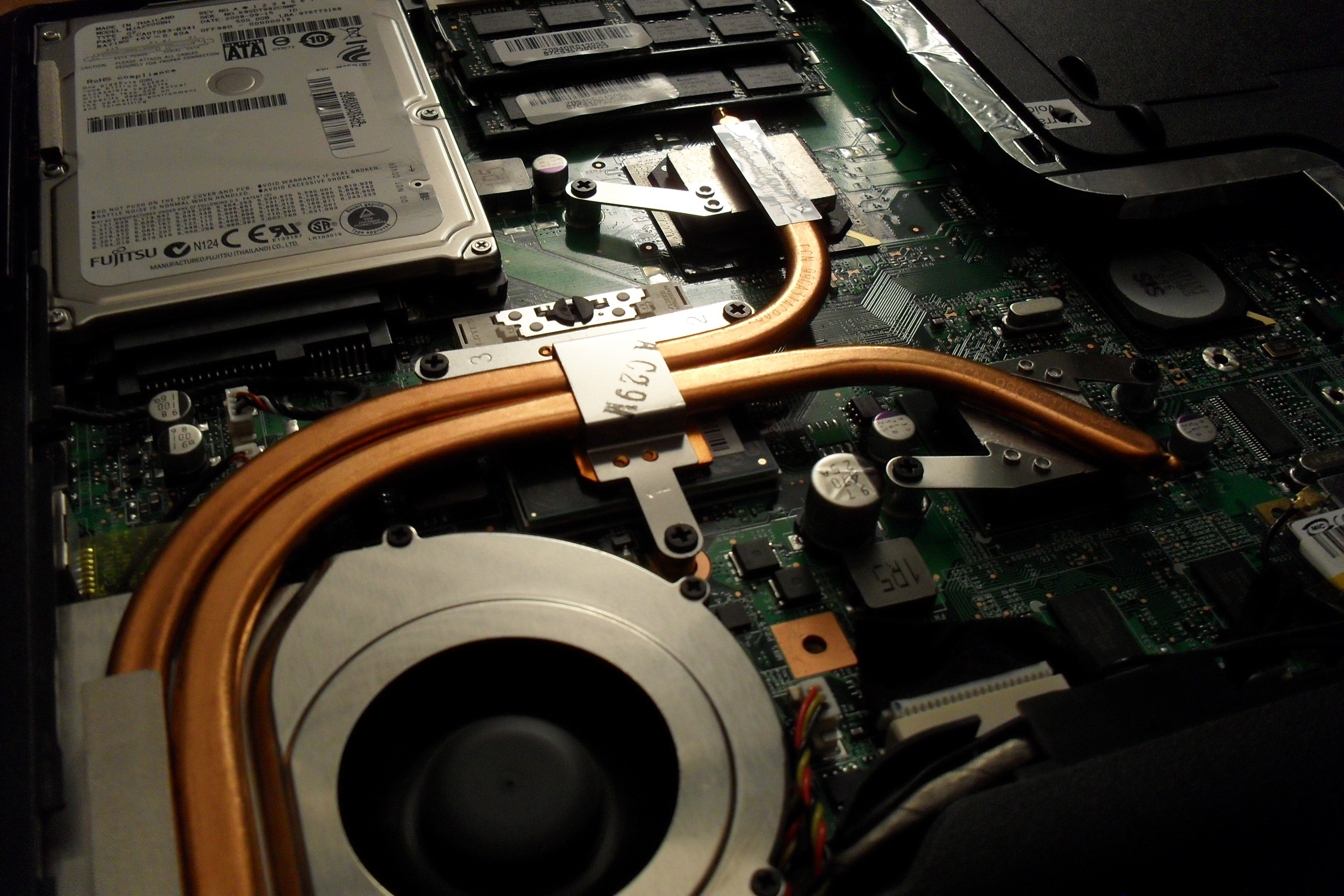
Системи охолодження на теплових трубках в ноутбуці

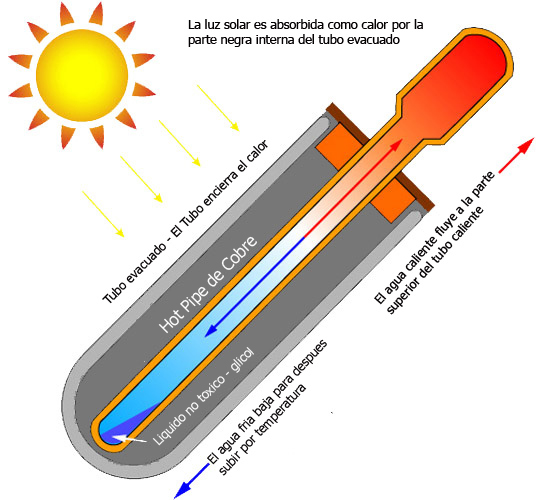
Теплова труба у сонячному колекторі

Ефективна теплопровідність теплової труби (відношення густини теплового потоку через теплову трубу до спаду температури на одиницю довжини труби) в десятки тисяч разів більша за теплопровідність Cu, Ag або Al, і досягає ~ 107 Вт / м К). Мала маса, висока надійність і автономність роботи теплової труби, велика ефективна теплопровідність, можливість використання її як пристрою термостатування зумовили застосування теплових труб в енергетиці, хімічній технології, космічній техніці, електроніці та ряді інших областей техніки.
Основний принцип роботи теплових труб з використанням гравітації (так звані двофазні термосифони) бере початок ще в епоху парових двигунів. Сучасні концепції з використанням капілярного ефекту в теплових трубах запропоновані Річардом Гауґлером (англ. R.S. Gaugler) з General Motors у 1942 році, який згодом і запатентував ідею. Переваги капілярних систем були також незалежно використані й продемонстровані Джорджом Грувером (англ. George Grover) з Лос-Аламоської національної лабораторії у 1963 році і згодом опубліковані у Journal of Applied Physics.
Теплова труба знайшла широке використання в комп'ютерних системах, для охолодження процесорів, чипсетів тощо. Також теплові труби використовуються для охолодження у потужних світлодіодних лампах. В сонячній енергетиці теплові труби забезпечують підвищення ефективності нагрівання води в сонячних колекторах.

## Обмеження
Теплові труби мають відносно вузький ефективний діапазон використання. Якщо буде перевищена розрахункова температура весь теплоносій може перейти в пару, що призведе до катастрофічного зниження теплопровідності трубки (до 1/80). І навпаки, за недостатньої температури рідина погано випаровується (тому на трубчастих кулерах процесор в режимі простою буде гарячішим, ніж на традиційних).